# Canon EOS 30D
Canon EOS 30D är en digital systemkamera från Canon.
EOS 30D är en lätt uppgradering av Canon EOS 20D. Kameran är fortfarande på 8,2 Mpix. Några av de största ändringarna är att skärmen har växt till 2,5 tum och bildbufferten har växt till 30 JPEG-bilder och 9 RAW. Slutaren har även bytts ut till en mer hållbar version som är testad att klara 100 000 exponeringar.